# Rinzenberg
Rinzenberg település Németországban, Rajna-vidék-Pfalz tartományban. Lakosainak száma 318 fő (2023. december 31.).

## Népesség
A település népességének változása:
| Lakosok száma | 253  | 323  | 306  | 314  | 310  | 318  |
|               | 1975 | 2017 | 2019 | 2021 | 2022 | 2023 |